# کاروانسرای گرغابازار
کاروانسرای غرقه‌بازار (ترکی آذربایجانی: Qarğabazar karvansarayı) یک بنای تاریخی سده ۱۷ میلادی است. این کاروان‌سرا در روستای غرقه‌بازار، در شهرستان فضولی کشور جمهوری آذربایجان واقع شده‌است.

## تاریخچه
کاروانسرای غرقه‌بازار در سال ۱۶۸۱ میلادی ساخته شده‌است. از آنجا که بر روی تپه‌ای در بالای روستای غرقه‌بازار ساخته شده به کاروانسرای غرقه‌بازار معروف است. این بنای تاریخی کاروانسرای در دوران شاه عباس یکم بوده‌است. از آنجا که کتیبه‌های کاروانسرا تخریب شده‌است، معمار این بنا ناشناخته است.
پس از تصرف روستای غرقه‌بازار، توسط نیروهای ارمنی این کاروانسرا تخریب شد.

## معماری
کاروانسرای گرغابازار، با توجه به سبک معماری، مشابه سنت‌های معماری دورهٔ آلبانیایی است.

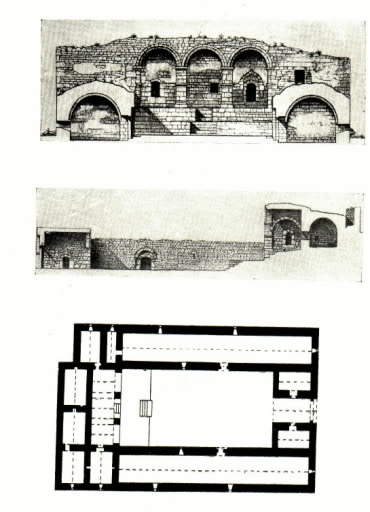
نقشه و مقطع کاروانسرا